# Якуб Маєрський
Якуб Маєрський (пол. Jakub Majerski, 18 серпня 2000) — польський спортсмен.
Учасник Олімпійських Ігор 2020 року, де в змішаній естафеті 4x100 метрів комплексом його збірну дискваліфіковано.